# Otomys anchietae
Otomys anchietae is een knaagdier uit het geslacht Otomys dat voorkomt in Midden- en Noordoost-Angola. Het is de typesoort van het ondergeslacht Anchotomys, dat tegenwoordig niet meer erkend wordt. Het is een grote soort met vijf laminae op de eerste onderkies (m1).
Otomys anchietae · Otomys angoniensis · Otomys auratus · Otomys barbouri · Otomys burtoni · Otomys cheesmani · Otomys cuanzensis · Otomys dartmouthi · Bergoorrat (Otomys denti) · Otomys dollmani · Otomys fortior · Otomys helleri · Moerasrat (Otomys irroratus) · Otomys jacksoni · Otomys karoensis · Otomys lacustris · Otomys laminatus · Otomys occidentalis · Otomys orestes · Otomys simiensis · Otomys sloggetti · Otomys sungae · Otomys thomasi · Otomys tropicalis · Otomys typus · Otomys unisulcatus · Otomys uzungwensis · Otomys willani · Otomys yaldeni · Otomys zinki